# Любимовка (Вольнянский район)
Люби́мовка (укр. Любимівка) — село,
Любимовский сельский совет,
Вольнянский район,
Запорожская область,
Украина.
Код КОАТУУ — 2321582501. Население по переписи 2001 года составляло 404 человека.
Является административным центром Любимовского сельского совета, в который, кроме того, входят сёла
Веселотерноватое,
Вишняки,
Вольнянка,
Гарасовка,
Грозное,
Дерезовка,
Новотроицкое,
Петровское и
Скелеватое.

## Географическое положение
Село Любимовка находится в 1,5 км от правого берега реки Вольнянка,
выше по течению на расстоянии в 1,5 км расположено село Вольнянка,
на противоположном берегу — сёла Гарасовка и Дерезовка.
Река в этом месте пересыхает, на ней сделано несколько запруд.

## История
- 1898 год — дата основания.

## Экономика
- Фермерские хозяйства.

## Объекты социальной сферы
- Школа I—II ст.
- Дом культуры.
- Фельдшерско-акушерский пункт.

## Достопримечательности
- Братская могила советских воинов.

## Известные люди
- Никитенкова Анна Софониевна (род. 1925) — доярка колхоза им. Дзержинского, Герой Социалистического Труда.